# Smilax pinfaensis
Smilax pinfaensis là một loài thực vật có hoa trong họ Smilacaceae. Loài này được H.Lév. & Vaniot miêu tả khoa học đầu tiên năm 1905.